# Аттосекундная физика
Аттосекундная физика (аттофизика, а в более общем смысле — аттосекундная наука) — это раздел физики, который занимается явлениями взаимодействия света и материи, в котором аттосекундные (10−18 с) фотонные импульсы используются для раскрытия динамических процессов в материи с беспрецедентным временным разрешением.
Аттосекундная наука в основном использует методы спектроскопии «накачка-зонд» для исследования интересующего физического процесса. Из-за сложности этой области исследований обычно требуется синергетическое взаимодействие между современными экспериментальными инструментами и передовыми теоретическими инструментами для интерпретации данных, собранных в ходе аттосекундных экспериментов.
Основными областями интереса аттосекундной физики являются:
1. Атомная физика: исследование эффектов электронной корреляции[англ.], задержки фотоэмиссии и туннелирования при ионизации[3].
2. Молекулярная физика и молекулярная химия: роль электронного движения в молекулярных возбуждённых состояниях (например, процессы переноса заряда[англ.]), фрагментация, индуцированная светом, и процессы переноса электронов, индуцированные светом[4].
3. Физика твёрдого тела: исследование динамики экситонов в современных 2D-материалах, петагерцовое движение носителей заряда в твёрдых телах, спиновая динамика в ферромагнитных материалах[5].

Одной из основных целей аттосекундной науки является раскрытие понимания квантовой динамики электронов в атомах, молекулах и твёрдых телах, а также долгосрочная задача достижения контроля над движением электронов в материи в реальном времени.
По состоянию на 2017 год мировой рекорд по самому короткому световому импульсу, генерируемому в эксперименте, составлял 43 аттосекунды.
В 2018 году Жерару Муру и Донне Стрикленд была присуждена Нобелевская премия по физике за разработку метода генерации ультракоротких лазерных импульсов.
В 2022 году А. Л’Юилье, П. Коркум и Ф. Краус были награждены премией Вольфа в области физики «за новаторский вклад в науку о сверхбыстрых лазерах и аттосекундную физику». За этим последовала Нобелевская премия по физике 2023 года, когда А. Л’Юилье, Ф. Краус и П. Агостини были награждены «за экспериментальные методы генерации аттосекундных импульсов света для изучения динамики электронов в веществе».

## Введение
Появление широкополосных твёрдотельных лазеров на основе сапфира, легированного титаном (Ti:Sa) (1986 год), усиления чирпированных импульсов (CPA) (1988 год), спектрального уширения импульсов высокой энергии (например, газонаполненное полое волокно посредством фазовой самомодуляции) (1996 год), технологии управления зеркальной дисперсией (чирпированные зеркала) (1994 год) и стабилизации смещения несущей огибающей (2000 год) позволили создать изолированные аттосекундные световые импульсы (генерируемые в результате нелинейного процесса генерации гармоник высокого порядка в благородном газе) (2004—2006 годы), породили область аттосекундной науки.

### Мотивация
Естественным масштабом времени движения электронов в атомах, молекулах и твёрдых телах является аттосекунда (1 ас = 10−18 с), что следует прямо из законов квантовой механики.
Пусть квантовая частица находящуюся в суперпозиции состояний с энергией основного уровня {\displaystyle \epsilon _{0}} и первого возбуждённого уровеня энергии {\displaystyle \epsilon _{1}}:
{\displaystyle |\Psi \rangle =c_{g}|\psi _{g}\rangle +c_{e}|\psi _{e}\rangle }
где {\displaystyle c_{e}} и {\displaystyle c_{g}} — коэффициенты выбраны как квадратные корни из квантовой вероятности наблюдения частицы в соответствующем состоянии. Волновые функции
{\displaystyle |\psi _{g}(t)\rangle =|0\rangle e^{-{\frac {i\epsilon _{0}}{\hbar }}t}\qquad |\psi _{e}(t)\rangle =|1\rangle e^{-{\frac {i\epsilon _{1}}{\hbar }}t}}
являются зависящими от времени основного {\displaystyle |0\rangle } и возбуждённое состояния {\displaystyle |1\rangle } соответственно, где {\displaystyle \hbar } — приведённая постоянная Планка.
Среднее значение общего эрмитова и симметричного оператора, {\displaystyle {\hat {P}}}, можно записать как {\displaystyle P(t)=\langle \Psi |{\hat {P}}|\Psi \rangle }, как следствие, временная эволюция этой наблюдаемой имеет вид:
{\displaystyle P(t)=|c_{g}|^{2}\langle 0|{\hat {P}}|0\rangle +|c_{e}|^{2}\langle 1|{\hat {P}}|1\rangle +2c_{e}c_{g}\langle 0|{\hat {P}}|1\rangle \cos({\frac {\epsilon _{1}-\epsilon _{0}}{\hbar }}t)}
Хотя первые два члена не зависят от времени, но третий — зависит. Это создаёт динамику наблюдаемой {\displaystyle P(t)} с характерным временем, {\displaystyle T_{c}}, заданный {\displaystyle T_{c}={\frac {2\pi \hbar }{\epsilon _{1}-\epsilon _{0}}}}.
Как следствие, для энергетических уровней в диапазоне {\displaystyle \epsilon _{1}-\epsilon _{0}\approx } 10 эВ, что является типичным диапазоном электронной энергии в веществе, характерное время динамики любой связанной физической наблюдаемой составляет примерно 400 ас.
Чтобы измерить временную эволюцию {\displaystyle P(t)}, нужно использовать контролируемый инструмент или процесс с ещё более короткой продолжительностью, который может взаимодействовать с этой динамикой.
Именно по этой причине аттосекундные световые импульсы используются для раскрытия физики сверхбыстрых явлений во временной области в несколько фемтосекунд и аттосекунд.

### Генерация аттосекундных импульсов
Для генерации бегущего импульса со сверхкороткой длительностью необходимы два ключевых элемента: полоса пропускания и центральная длина волны электромагнитной волны.
Согласно анализу Фурье (соотношение неопределённости), чем шире доступная спектральная полоса светового импульса, тем короче его продолжительность.
Однако существует нижний предел минимальной длительности, которую можно использовать для данной центральной длины волны импульса. Этот предел составляет один период колебаний волны.
Действительно, для импульса с центром в низкочастотной области, например инфракрасной (ИК) {\displaystyle \lambda =} 800 нм, его минимальная продолжительность составляет около {\displaystyle t_{pulse}={\frac {\lambda }{c}}=} 2,67 фс, где {\displaystyle c} — скорость света; тогда как для светового поля с центральной длиной волны в крайнем ультрафиолете (XUV) при {\displaystyle \lambda =} 30 нм минимальная продолжительность составляет около {\displaystyle t_{pulse}=} 100 ас.
Таким образом, меньшая продолжительность времени требует использования более коротких длин волн с большей энергией, вплоть до области мягкого рентгеновского излучения (SXR).
По этой причине стандартные методы создания аттосекундных световых импульсов основаны на источниках излучения с широкой спектральной полосой пропускания и центральной длиной волны, расположенной в диапазоне XUV-SXR.
Наиболее распространёнными источниками, отвечающими этим требованиям, являются лазеры на свободных электронах (ЛСЭ) и установки генерации гармоник высокого порядка (ГГВП).

### Физические наблюдения и эксперименты
Как только станет доступен аттосекундный источник света, необходимо направить импульс на интересующий образец, а затем проследить его динамику.
Наиболее удобными экспериментальными наблюдаемыми для анализа динамики электронов в веществе являются:
- Угловая асимметрия в распределении молекулярных фотофрагментов[англ.] по скоростям[25].
- Квантовый выход молекулярных фотофрагментов[26].
- Переходное поглощение[англ.] спектра XUV-SXR[27].
- Спектр XUV-SXR при отражении[28].
- Распределение кинетической энергии фотоэлектронов[3].

Общая стратегия состоит в том, чтобы использовать схему «накачки-зонда», чтобы «отобразить» через одну из вышеупомянутых наблюдаемых сверхбыструю динамику, происходящую в исследуемом материале.

#### Эксперименты с аттосекундным импульсом «накачки-зонда» IR-XUV/SXR с несколькими фемтосекундными интервалами
Например, в типичной экспериментальной установке «накачки-зонда» аттосекундный (XUV-SXR) импульс и мощные ({\displaystyle 10^{11}-10^{14}} Вт/см2) низкочастотные инфракрасные импульсы длительностью от единиц до десятков фемтосекунд коллинеарно фокусируются на исследуемом образце.
В этот момент, изменяя задержку аттосекундного импульса, который может быть импульсом-накачкой или имульсом-зондом в зависимости от эксперимента, относительно ИК-импульса (зонда/накачки), регистрируется желаемая физическая наблюдаемая.
Следующая задача — интерпретировать собранные данные и получить фундаментальную информацию о скрытой динамике и квантовых процессах, происходящих в образце. Этого можно достичь с помощью передовых теоретических инструментов и численных расчётов.
Используя эту экспериментальную схему, можно исследовать несколько видов динамики электронов в атомах, молекулах и твёрдых телах; обычно светоиндуцированная динамика и неравновесные возбуждённые состояния в пределах аттосекундного временного разрешения.

## Основы квантовой механики
Аттосекундная физика обычно имеет дело с нерелятивистскими связанными частицами и использует электромагнитные поля умеренно высокой интенсивности ({\displaystyle 10^{11}-10^{14}} Вт/см2).
Этот факт позволяет ограничить дискуссию на языке нерелятивистской и полуклассической квантовой механики о взаимодействии света и вещества.

### Атомы

#### Решение нестационарного уравнения Шрёдингера в электромагнитном поле
Временная эволюция одной электронной волновой функции в атоме {\displaystyle |\psi (t)\rangle } описывается уравнением Шрёдингера (в атомных единицах):
{\displaystyle {\hat {H}}|\psi (t)\rangle =i{\dfrac {\partial }{\partial t}}|\psi (t)\rangle \quad (1.0)}
где гамильтониан взаимодействия света и вещества, {\displaystyle {\hat {H}}}, можно выразить, используя единицы длины, в дипольном приближении следующим образом:
{\displaystyle {\hat {H}}={\frac {1}{2}}{\hat {\textbf {p}}}^{2}+V_{C}+{\hat {\textbf {r}}}\cdot {\textbf {E}}(t)}
где {\displaystyle V_{C}} — кулоновский потенциал рассматриваемых атомов; {\displaystyle {\hat {\textbf {p}}},{\hat {\textbf {r}}}} — оператор импульса и положения соответственно; и {\displaystyle {\textbf {E}}(t)} — суммарное электрическое поле вблизи с атомом.
Формальное решение уравнения Шрёдингера даётся эволючионным уравнением:
{\displaystyle |\psi (t)\rangle =e^{-i\int _{t_{0}}^{t}{\hat {H}}dt'}|\psi (t_{0})\rangle \qquad (1.1)}
где {\displaystyle |\psi (t_{0})\rangle } — волновая функция электрона в момент времени {\displaystyle t=t_{0}}.
Это точное решение невозможно использовать практически для каких-либо практических целей.
Однако с помощью уравнений Дайсона можно доказать, что это решение также можно записать в виде
{\displaystyle |\psi (t)\rangle =-i\int _{t_{0}}^{t}dt'{\Big [}e^{-i\int _{t'}^{t}{\hat {H}}(t'')dt''}{\hat {H}}_{I}(t')e^{-i\int _{t_{0}}^{t'}{\hat {H}}_{0}(t'')dt''}|\psi (t_{0})\rangle {\Big ]}+e^{-i\int _{t_{0}}^{t}{\hat {H}}_{0}(t'')dt''}|\psi (t_{0})\rangle \qquad (1.2)}
где
{\displaystyle {\hat {H}}_{0}={\frac {1}{2}}{\hat {\textbf {p}}}^{2}+V_{C}}
— гамильтониан без взаимодействия и
{\displaystyle {\hat {H}}_{I}={\hat {\textbf {r}}}\cdot {\textbf {E}}(t)}
— гамильтониан взаимодействия.
Формальное решение уравнения (1.0), которое ранее было просто записано как уравнение (1.1), теперь можно рассматривать в уравнении (1.2) как суперпозицию различных квантовых путей (или квантовой траектории), каждый из которых имеет особое время взаимодействия {\displaystyle t'} с электрическим полем.
Другими словами, каждый квантовый путь характеризуется тремя этапами:
1. Начальная эволюция без электромагнитного поля, что описывается левой частью {\displaystyle {\hat {H}}_{0}} слагаемым в интеграле.
2. Затем воздействие от электромагнитного поля, {\displaystyle {\hat {H}}_{I}(t')} которое возбуждают электрон. Это событие происходит в произвольный момент времени, однозначно характеризующий квантовый путь в момент времени {\displaystyle t'}.
3. Окончательная эволюция, обусловленная как полем, так и кулоновским потенциалом, определяемая формулой для {\displaystyle {\hat {H}}}.

Параллельно у вас также есть квантовый путь, который вообще не воспринимает поле, эта траектория обозначается правой частью уравнения (1.2).
Этот процесс полностью обратим во времени, то есть может происходить и в обратном порядке.
Уравнение (1.2) не так просто решается. Однако физики используют его как отправную точку для численных расчётов, более углубленных обсуждений или нескольких приближений.
Для задач взаимодействия в сильном поле, где может произойти ионизация, можно представить себе, что уравнение (1.2) в определённом состоянии континуума (состояние непрерывного спектра или свободное состояние) {\displaystyle |{\textbf {p}}\rangle } с импульсом {\displaystyle {\textbf {p}}}, так что:
{\displaystyle c_{\textbf {p}}(t)=\langle {\textbf {p}}|\psi (t)\rangle =-i\int _{t_{0}}^{t}dt'\langle {\textbf {p}}|e^{-i\int _{t'}^{t}{\hat {H}}(t'')dt''}{\hat {H}}_{I}(t')e^{-i\int _{t_{0}}^{t'}{\hat {H}}_{0}(t'')dt''}|{\psi (t_{0})}\rangle +\langle {\textbf {p}}|e^{-i\int _{t_{0}}^{t}{\hat {H}}_{0}(t'')dt''}|\psi (t_{0})\rangle \quad (1.3)}
где {\displaystyle |c_{\textbf {p}}(t)|^{2}} — амплитуда вероятности найти в определённый момент времени {\displaystyle t}, электрон в состояниях континуума {\displaystyle |{\textbf {p}}\rangle }.
Если эта амплитуда вероятности больше нуля, то говорят о фотоионизированом электроне.
Для большинства приложений второй член в (1.3) не рассматривается, и в обсуждениях используется только первый. Тогда
{\displaystyle a_{\textbf {p}}(t)=-i\int _{t_{0}}^{t}dt'\langle {\textbf {p}}|e^{-i\int _{t'}^{t}{\hat {H}}(t'')dt''}{\hat {H}}_{I}(t')e^{-i\int _{t_{0}}^{t'}{\hat {H}}_{0}(t'')dt''}|{\psi (t_{0})}\rangle \quad (1.4)}
Уравнение (1.4) также известно как обращённая во времени амплитуда S-матрицы и даёт вероятность фотоионизации обычным изменяющимся во времени электрическим полем.

#### Приближение сильного поля (SFA)
Приближение сильного поля (SFA), или теория Келдыша — Фейсаля — Рейсса[уточнить], представляет собой физическую модель, созданную в 1964 году советским физиком Келдышем и в настоящее время используемую для описания поведения атомов (и молекул) в интенсивных лазерных полях.
SFA является исходной теорией для обсуждения как генерации гармоник высокого порядка, так и аттосекундного взаимодействия импульсов «накачки-зонда» с атомами.
Основное предположение, сделанное в SFA, состоит в том, что в динамике свободных электронов доминирует лазерное поле, а кулоновский потенциал рассматривается как незначительное возмущение.
Этот факт меняет форму уравнения (1.4)
{\displaystyle a_{\textbf {p}}^{SFA}(t)=-i\int _{t_{0}}^{t}dt'\langle {\textbf {p}}|e^{-i\int _{t'}^{t}{\hat {H}}_{V}(t'')dt''}{\hat {H}}_{I}(t')e^{-i\int _{t_{0}}^{t'}{\hat {H}}_{0}(t'')dt''}|{\psi (t_{0})}\rangle \quad (1.4)}
где, {\displaystyle {\hat {H}}_{V}={\frac {1}{2}}({\hat {\textbf {p}}}+{\textbf {A}}(t))^{2}} — гамильтониан Волкова, выраженный здесь для простоты в единицах скорости с {\displaystyle {\textbf {A}}(t)}, {\displaystyle {\textbf {E}}(t)=-{\frac {\partial {\textbf {A}}(t)}{\partial t}}} — электромагнитный векторный потенциал.
На этом этапе, чтобы продолжить обсуждение на базовом уровне, давайте рассмотрим атом с одним энергетическим уровнем {\displaystyle |0\rangle }, энергия ионизации {\displaystyle I_{P}} и заполнен одним электроном (приближение одного активного электрона).
Начальный момент динамики волновой функции можно рассматривать в момент времени {\displaystyle t_{0}=-\infty }, и можно предположить, что первоначально электрон находится в основном состоянии атома {\displaystyle |0\rangle }.
{\displaystyle {\hat {H}}_{0}|0\rangle =-I_{P}|0\rangle } и {\displaystyle |\psi (t)\rangle =e^{-i\int _{-\infty }^{t'}{\hat {H}}_{0}dt}|0\rangle =e^{I_{P}t'}|0\rangle }
Более того, мы можем рассматривать состояния континуума как состояние плоских волн: {\displaystyle \langle {\textbf {r}}|{\textbf {p}}\rangle =(2\pi )^{-{\frac {3}{2}}}e^{i{\textbf {p}}\cdot {\textbf {r}}}}.
Это довольно упрощённое предположение, и более разумным выбором было бы использовать в качестве состояния континуума точные состояния, возникающие при рассеянии на атоме.
Временная эволюция простых плоских волновых состояний с гамильтонианом Волкова определяется выражением вида
{\displaystyle \langle {\textbf {p}}|e^{-i\int _{t'}^{t}{\hat {H}}_{V}(t'')dt''}=\langle {\textbf {p}}+{\textbf {A}}(t)|e^{-i\int _{t'}^{t}({\textbf {p}}+{\textbf {A}}(t''))^{2}dt''}}
где для согласованности с уравнением (1.4) эволюция уже правильно преобразована в единицы длины.
Как следствие, окончательное распределение импульса одного электрона в одноуровневом атоме с потенциалом ионизации {\displaystyle I_{P}}, выражается в виде
{\displaystyle a_{\textbf {p}}(t)^{SFA}=-i\int _{-\infty }^{t}{\textbf {E}}(t')\cdot {\textbf {d}}[{\textbf {p}}+{\textbf {A}}(t')]e^{+i(I_{P}t'-S(t,t'))}dt'\quad (1.5)}
где
{\displaystyle {\textbf {d}}[{\textbf {p}}+{\textbf {A}}(t')]=\langle {\textbf {p}}+{\textbf {A}}(t')|{\hat {\textbf {r}}}|0\rangle }
— среднее значение диполя (или дипольный момент перехода), и
{\displaystyle S(t,t')=\int _{t'}^{t}{\frac {1}{2}}({\textbf {p}}+{\textbf {A}}(t''))^{2}dt''}
описывает квазиклассическое действие.
Результат уравнения (1.5) является основным инструментом для понимания таких явлений, как
- Процесс генерации высоких гармоник[44] обычно является результатом взаимодействия сильного поля благородных газов с интенсивным низкочастотным импульсом,
- Аттосекундные эксперименты с простыми атомами[45].
- Споры о времени туннелировании[46][47].

##### Взаимодействие слабого аттосекундного импульса, сильных ИК-полей и атомов
Аттосекундные эксперименты с взаимодействием между импульсами «накачка-зонд» и простыми атомами являются фундаментальным инструментом для измерения длительности аттосекундного импульса и исследования некоторых квантовых свойств вещества.
Такого рода эксперименты можно легко описать в приближении сильного поля, используя результаты уравнения (1.5).
В качестве простой модели рассмотрим взаимодействие одного активного электрона в одноуровневом атоме с двумя полями: интенсивным фемтосекундным инфракрасным (ИК) импульсом ({\displaystyle ({\textbf {E}}_{IR}(t),{\textbf {A}}_{IR}(t))} и слабым аттосекундным импульсом (с центром в области крайнего ультрафиолета (XUV)) {\displaystyle ({\textbf {E}}_{XUV}(t),{\textbf {A}}_{XUV}(t))}.
Затем, заменив эти поля на (1.5) это приводит к
{\displaystyle a_{\textbf {p}}(t)=-i\int _{-\infty }^{t}({\textbf {E}}_{XUV}(t')+{\textbf {E}}_{IR}(t'))\cdot {\textbf {d}}[{\textbf {p}}+{\textbf {A}}_{XUV}(t')+{\textbf {A}}_{IR}(t')]e^{+i(I_{P}t'-S(t,t'))}dt'\quad (1.6)}
где
{\displaystyle S(t,t')=\int _{t'}^{t}{\frac {1}{2}}({\textbf {p}}+{\textbf {A}}_{IR}(t'')+{\textbf {A}}_{XUV}(t''))^{2}dt''} .
На этом этапе можно разделить уравнение (1.6) на два вклада: прямую ионизацию и ионизацию сильным полем (многофотонный режим).
Обычно эти два вклада актуальны в разных энергетических областях континуума.
Следовательно, для типичных условий эксперимента последний процесс не учитывается и рассматривается только прямая ионизация аттосекундным импульсом.
Тогда, поскольку аттосекундный импульс слабее инфракрасного, то справедливо условие {\displaystyle {\textbf {A}}_{IR}(t)\gg {\textbf {A}}_{XUV}(t)}. Таким образом, вкладом {\displaystyle {\textbf {A}}_{XUV}(t)} обычно пренебрегается в уравнении (1.6).
В дополнение к этому, аттосекундный импульс можно записать как запаздывающую функцию по отношению к ИК-полю: {\displaystyle [{\textbf {A}}_{IR}(t),{\textbf {E}}_{XUV}(t-\tau )]}.
Следовательно, распределение вероятностей {\displaystyle |a_{\textbf {p}}(\tau )|^{2}} нахождения в континууме ионизированного электрона с импульсом {\displaystyle {\textbf {p}}}, после того как произошло взаимодействие (при {\displaystyle t=\infty }), в экспериментах «накачки-зонда», с интенсивным ИК-импульсом и XUV-импульсом с задержкой в аттосекунде, определяется выражением:
{\displaystyle a_{\textbf {p}}(\tau )=-i\int _{-\infty }^{\infty }{\textbf {E}}_{XUV}(t-\tau )\cdot {\textbf {d}}[{\textbf {p}}+{\textbf {A}}_{IR}(t)]e^{+i(I_{P}t-S(t))}dt\quad (1.7)}
где
{\displaystyle S(t)={\frac {1}{2}}|{\textbf {p}}|^{2}t+\int _{t}^{\infty }({\textbf {p}}\cdot {\textbf {A}}_{IR}(t')+{\frac {1}{2}}|{\textbf {A}}_{IR}(t')|^{2})dt'}
Уравнение (1.7) описывает явление двухцветной фотоионизации — взаимодействия XUV-IR с одноуровневым атомом и одним активным электроном.
Этот своеобразный результат можно рассматривать как процесс квантовой интерференции между всеми возможными путями ионизации, начинающийся с задержанного аттосекундного импульса XUV-диапазона с последующим движением в состояниях континуума, под действинм сильного ИК-поля.
Результирующее двумерное распределение фотоэлектронов (импульс или, что эквивалентно, энергия в зависимости от задержки) называется полосчатым следом (streaking trace).

## Техники
Здесь перечислены и обсуждаются некоторые из наиболее распространённых методов и подходов, применяемых в аттосекундных исследовательских лабораториях.

### Метрология с фотоэлектронной спектроскопией (FROG-CRAB)
Ежедневная задача аттосекундной науки состоит в том, чтобы охарактеризовать временные характеристики аттосекундных импульсов, используемых в любых экспериментах методом «накачки-зонда» с атомами, молекулами или твёрдыми телами.
Наиболее часто используемый метод основан на оптическом стробировании с частотным разрешением для полной реконструкции аттосекундных всплесков (FROG-CRAB).
Основным преимуществом этого метода является то, что он позволяет использовать проверенный метод FROG, разработанный в 1991 году для определения характеристик пикосекундно-фемтосекундных импульсов в аттосекундном поле.
Метод CRAB является расширением FROG и основан на той же идее реконструкции поля.
Другими словами, FROG-CRAB основан на преобразовании аттосекундного импульса в электронный волновой пакет, который высвобождается в континууме в результате атомной фотоионизации, как описывается уравнением (1.7).
Роль низкочастотного возбуждающего лазерного импульса (например, инфракрасного импульса) заключается в том, чтобы действовать как модулятор для измерения времени.
Затем, исследуя различные задержки между низкочастотным и аттосекундным импульсом, можно получить полосчатый след (или полосчатую спектрограмму).
Эта 2D-спектрограмма позже анализируется с помощью алгоритма реконструкции с целью извлечения как аттосекундного импульса, так и ИК-импульса, без необходимости предварительного знания любого из них.
Однако уравнение (1.7) точно указывает, что внутренними ограничениями этого метода являются знания о свойствах атомного диполя, в частности о квантовой фазе атомного диполя.
Восстановление как низкочастотного поля, так и аттосекундного импульса по полосчатому следу обычно достигается с помощью итерационных алгоритмов, таких как:
- Алгоритм обобщённых проекций главных компонент (PCGPA)[53].
- Алгоритм обобщённого проецирования преобразования Волкова (VTGPA)[54].
- Расширенный птихографический итеративный механизм (ePIE)[55].